# NES Classic Edition

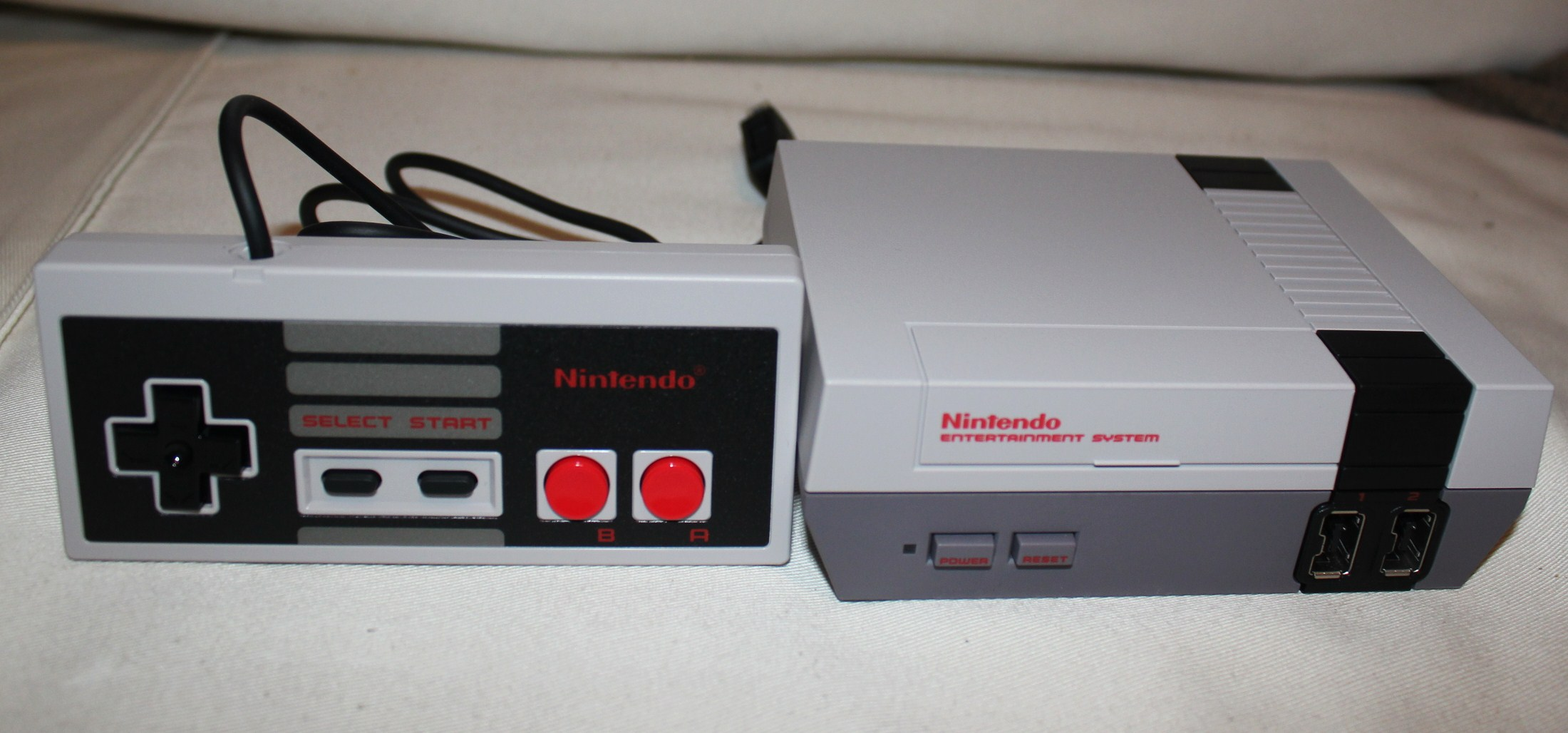
NES Classic Edition.

Nintendo Entertainment System: NES Classic Edition, conhecido como Nintendo Classic Mini: Nintendo Entertainment System na Europa e Austrália e Nintendo Classic Mini: Family Computer no Japão, é uma réplica em miniatura do Nintendo Entertainment System (NES), console de videogame lançado pela Nintendo, em 10 de novembro de 2016, na Austrália e no Japão e em 11 de novembro de 2016 na América do Norte e Europa. Com base na emulação de software, conta com uma seleção estática de 30 jogos internos da biblioteca licenciada do NES, incluindo alguns títulos de terceiros, com armazenamento apenas para salvar os estados.

## Visão geral

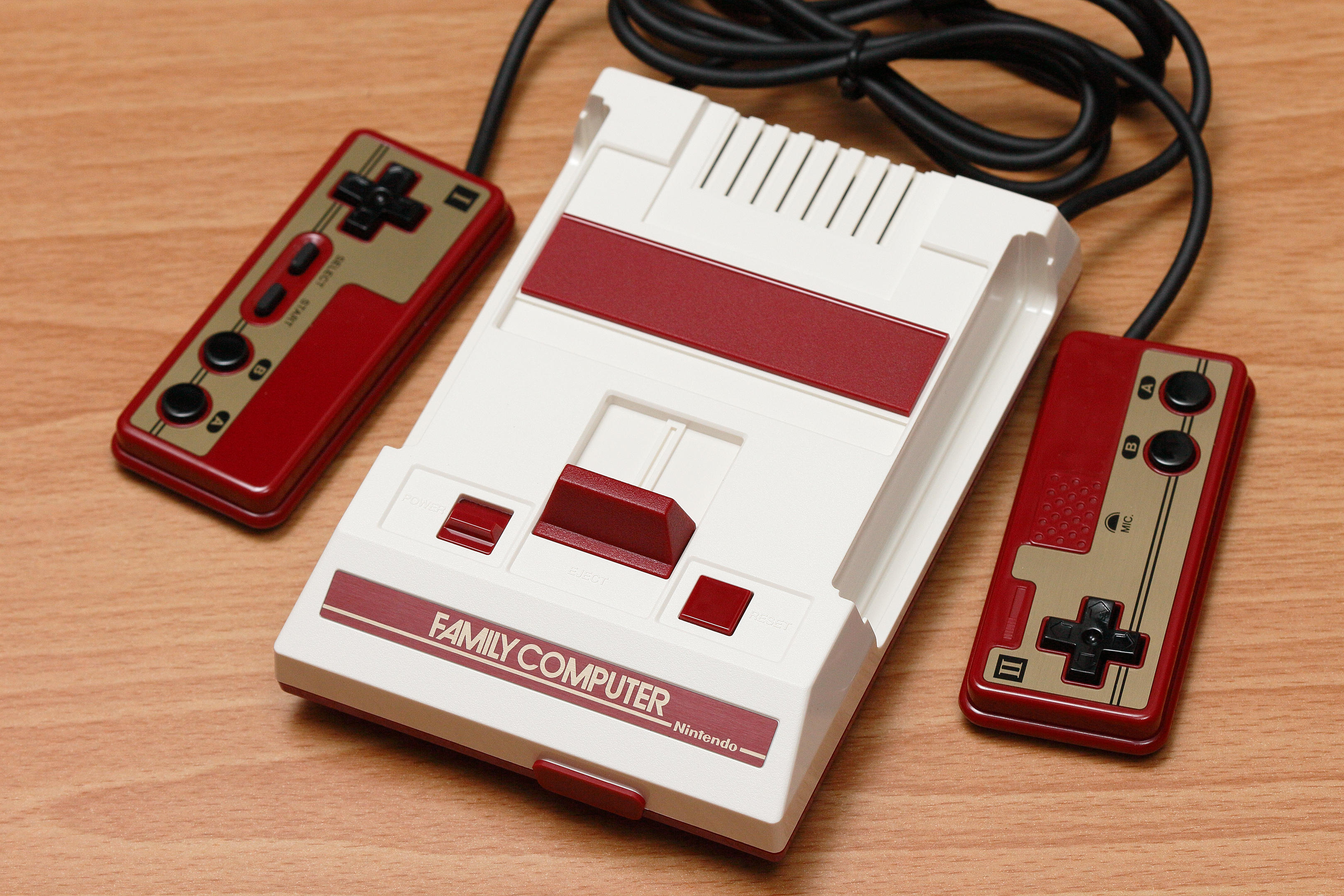
Nintendo Classic Mini: Family Computer.

O sistema possui saída de vídeo HDMI e uma nova réplica do controle, que pode também ligar para o Wii Remote para o uso com os jogos do Virtual Console. Os controles para a versão japonesa são conectados no console assim como o Famicom original; devido a isso, os controles e os cabos de ligação são também pequenos e encurtados, respectivamente.
O microconsole tem um novo motor de emulação do Nintendo Entertainment System desenvolvido pela Nintendo European Research & Development (NERD). O novo emulador do mecanismo foi bem recebido pela crítica e é considerado como superior tanto no visual tanto no áudio, quando comparado ao emulador de NES do Virtual Console do Wii U.
Apesar de ser uma marca diferente entre a América do Norte e a região PAL, ambas as regiões vão distribuir hardware e software idênticos. Todos os jogos incluídos são baseados em suas localizações norte-americanas e serão executados em 60 Hz em todas as regiões. A interface do usuário do console oferece suporte a até oito idiomas; isso não vai mudar o idioma do jogo, no entanto.
Um livro de 320 páginas chamado Playing with Power: Nintendo NES Classics, publicado pela Prima Games, será lançado junto com o console.

## Lista de jogos
Independentemente dos títulos, o microconsole incluirá 30 jogos embutidos em todas as regiões. Apenas 22 títulos serão presentes em todas as regiões, enquanto os 8 títulos restantes serão exclusivos para o Japão e a América do Norte/região PAL, respectivamente. Os seguintes títulos são comuns a todas as regiões:
| Título                          | Ano original de lançamento | Publicadora           |
| ------------------------------- | -------------------------- | --------------------- |
| Balloon Fight                   | 1985                       | Nintendo              |
| Castlevania                     | 1987                       | Konami                |
| Donkey Kong                     | 1986                       | Nintendo              |
| Double Dragon II: The Revenge   | 1990                       | Acclaim Entertainment |
| Dr. Mario                       | 1990                       | Nintendo              |
| Excitebike                      | 1985                       | Nintendo              |
| Galaga                          | 1988                       | Bandai                |
| Ghosts 'n Goblins               | 1986                       | Capcom                |
| Gradius                         | 1986                       | Konami                |
| Ice Climber                     | 1985                       | Nintendo              |
| Kirby's Adventure               | 1993                       | Nintendo              |
| The Legend of Zelda             | 1987                       | Nintendo              |
| Mario Bros.                     | 1983                       | Nintendo              |
| Mega Man 2                      | 1989                       | Capcom                |
| Metroid                         | 1987                       | Nintendo              |
| Ninja Gaiden                    | 1988                       | Tecmo                 |
| Pac-Man                         | 1993                       | Namco                 |
| Super C                         | 1990                       | Konami                |
| Super Mario Bros.               | 1985                       | Nintendo              |
| Super Mario Bros. 2             | 1988                       | Nintendo              |
| Super Mario Bros. 3             | 1988                       | Nintendo              |
| Zelda II: The Adventure of Link | 1987                       | Nintendo              |

Os seguintes títulos são exclusivos para as versões norte-americana e PAL do NES:
| Título                          | Ano original de lançamento | Publicadora |
| ------------------------------- | -------------------------- | ----------- |
| Bubble Bobble                   | 1986                       | Taito       |
| Donkey Kong Jr.                 | 1986                       | Nintendo    |
| Castlevania II: Simon Quest     | 1987                       | Konami      |
| Final Fantasy                   | 1990                       | Nintendo    |
| Kid Icarus                      | 1987                       | Nintendo    |
| Punch-Out!! Featuring Mr. Dream | 1990                       | Nintendo    |
| StarTropics                     | 1990                       | Nintendo    |
| Tecmo Bowl                      | 1989                       | Tecmo       |

Os jogos abaixo são exclusivos para o Famicom Japonês :
| Título                                             | Ano original de lançamento | Publicadora   |
| -------------------------------------------------- | -------------------------- | ------------- |
| Atlantis no Nazo                                   | 1986                       | Sunsoft       |
| Downtown Nekketsu Kōshinkyoku: Soreyuke Daiundōkai | 1990                       | Technōs Japão |
| Final Fantasy III                                  | 1990                       | Square        |
| NES Open Tournament Golf                           | 1991                       | Nintendo      |
| Downtown Nekketsu Monogatari                       | 1985                       | Technōs Japan |
| Solomon's Key                                      | 1986                       | Tecmo         |
| Tsuppari Ōzumō                                     | 1987                       | Tecmo         |
| Yie Ar Kung-Fu                                     | 1985                       | Konami        |